# Farsalia

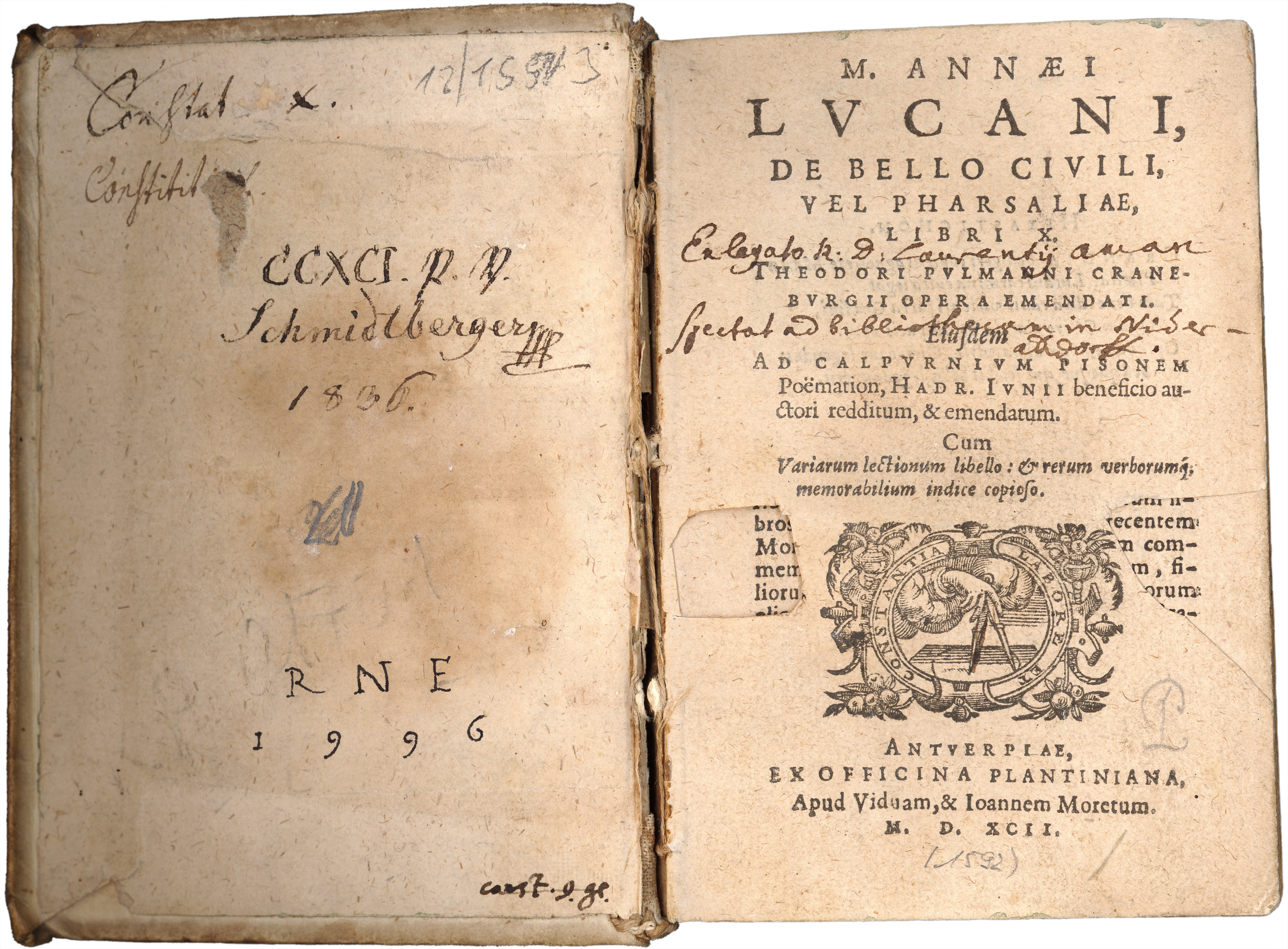
Wydanie poematu Lukana z 1592 roku

Farsalia (Pharsalia) – epopeja historyczna rzymskiego poety Lukana w 10 księgach, dotycząca wojny domowej między Pompejuszem a Cezarem, zakończonej klęską pod Farsalos w roku 48 p.n.e. Oprócz tytułu Farsalia manuskrypty przekazują też alternatywny tytuł Bellum civile ("Wojna domowa").
Poemat pisany jest w duchu filozofii stoickiej, przedstawia wojnę domową jako straszliwe doświadczenie zesłane na ludzkość przez Fatum. Nie prezentuje całościowego przebiegu wojny, skupiając się na wybranych epizodach, uzupełnionych licznymi dygresjami, osobistymi uwagami i opisami geograficznymi. Lukan odszedł od klasycznej tradycji epicznej, eliminując wpływ bogów na opisywane wydarzenia, zamiast tego wprowadzając motywy takie jak wywoływanie duchów, czary i zabobony. Ogranicza się także do ogólnikowego opisu bitew, nie przedstawiając znanych np. z Iliady opisów pojedynków. Wprowadza liczne obrazy budzących grozę scen typu pobojowiska, bitwy, śmierć. Sympatia autora leży po stronie Pompejusza, walkę między nim a Cezarem postrzega Lukan jako konflikt wolności z tyranią. Język poematu jest patetyczny, silnie nacechowany retoryką, zawarto w nim sumie 119 mów.

## Przekłady na język polski
- Pharsalia po polsku przetłumaczonego Lukana albo raczey woyna domowa między Pompejuszem a Caezarem rzymskiemi wodzami. Wojciech Stanisław Chrościński (tłum.). Oliwa: 1690. Brak numerów stron w książce
- Odrodzona w oyczystym języku Farsalia Lukana, To iest Woyna domowa Rzymska, z argumentami Sewera Sulpicyusza, y Supplementami roznych. Jan Alan Bardziński (tłum.). Oliwa: [1691]. Brak numerów stron w książce
- Wyiątki z Farsalii Lukana. Franciszek Ksawery Dmochowski (tłum.) [w:] Pisma rozmaite Franciszka Xawerego Dmochowskiego, cz. I. Warszawa: 1826. Brak numerów stron w książce
- Wojna domowa. Mieczysław Brożek (tłum. i oprac.). Kraków: Polska Akademia Umiejętności – Secesja, 1994. Brak numerów stron w książce